# Poids-de-Fiole
Poids-de-Fiole ist eine Gemeinde im französischen Département Jura in der Region Bourgogne-Franche-Comté.

## Geographie
Poids-de-Fiole liegt auf 540 m, etwa zehn Kilometer südöstlich der Stadt Lons-le-Saunier (Luftlinie). Das Bauerndorf erstreckt sich im Jura, im äußersten Süden des Plateau Lédonien (erstes Juraplateau), zwischen den Höhen des Bois du Chanois im Westen und der Côte de l’Heute im Osten.
Die Fläche des 6,49 km² großen Gemeindegebiets umfasst einen Abschnitt des französischen Juras. Der Hauptteil des Gebietes wird von der Ebene des Plateau Lédonien eingenommen, die durchschnittlich auf 530 m liegt und überwiegend von Acker- und Wiesland bestanden ist. Das Plateau besitzt keine oberirdischen Fließgewässer, weil das Niederschlagswasser im verkarsteten Untergrund versickert. Nach Westen erstreckt sich das Gemeindeareal in das Waldgebiet und auf die Anhöhe des Bois du Chanois, auf der mit 611 m die höchste Erhebung von Poids-de-Fiole erreicht wird.
Nachbargemeinden von Poids-de-Fiole sind Revigny und Publy im Norden, Nogna im Osten, Marnézia im Süden sowie Alièze und Saint-Maur im Westen.

## Geschichte
Das Gemeindegebiet von Poids-de-Fiole war schon während der gallorömischen Zeit besiedelt, wovon die Fundamente eines römischen Landgutes zeugen. Erstmals urkundlich erwähnt wird der Ort im 13. Jahrhundert. Der Ortsname Poids-de-Fiole entwickelte sich aus dem früheren Puits-de-Fiole. Er geht auf sieben römische Brunnen (puits) zurück, die in Form einer Phiole angeordnet waren. Zusammen mit der Franche-Comté gelangte das Dorf mit dem Frieden von Nimwegen 1678 an Frankreich. Im Jahr 1820 fusionierte Poids-de-Fiole mit Nogna, wurde jedoch bereits 1839 wieder abgetrennt und bildet seither eine eigenständige Gemeinde.

## Sehenswürdigkeiten
Die Dorfkirche von Poids-de-Fiole wurde im 16. Jahrhundert erbaut.

## Bevölkerung
| Jahr                       | 1962 | 1968 | 1975 | 1982 | 1990 | 1999 | 2008 | 2017 |
| Einwohner                  | 141  | 145  | 183  | 296  | 274  | 249  | 301  | 333  |
| Quellen: Cassini und INSEE |      |      |      |      |      |      |      |      |

Mit 329 Einwohnern (Stand 1. Januar 2022) gehört Poids-de-Fiole zu den kleinen Gemeinden des Départements Jura. Nachdem die Einwohnerzahl in der ersten Hälfte des 20. Jahrhunderts deutlich abgenommen hatte (1881 wurden noch 224 Personen gezählt), wurde besonders während der 1970er Jahre wieder ein Bevölkerungswachstum verzeichnet. Seit den 1980er Jahren war die Einwohnerzahl rückläufig, um in jüngerer Zeit wieder deutlich anzusteigen.

## Wirtschaft und Infrastruktur
Poids-de-Fiole war bis weit ins 20. Jahrhundert hinein ein vorwiegend durch die Landwirtschaft und die Forstwirtschaft geprägtes Dorf. Daneben gibt es heute einige Betriebe des lokalen Kleingewerbes. Mittlerweile hat sich das Dorf auch zu einer Wohngemeinde gewandelt. Viele Erwerbstätige sind Wegpendler, die in den größeren Ortschaften der Umgebung ihrer Arbeit nachgehen.
Die Ortschaft ist verkehrstechnisch recht gut erschlossen. Sie liegt nahe der Hauptstraße N78, die von Lons-le-Saunier nach Saint-Laurent-en-Grandvaux führt. Weitere Straßenverbindungen bestehen mit Dompierre-sur-Mont, Marnézia und Nogna.